# Davisia longibrachia
Davisia longibrachia is een microscopische parasiet uit de familie Sinuolineidae. Davisia longibrachia werd in 1962 beschreven door Kabata. 